# Max Jørgensen
Max Jørgensen (* 9. April 1923 in Hundige-Kildebrønde Sogn; † 26. November 1992 in Greve Kommune) war ein dänischer Radrennfahrer und nationaler Meister im Radsport.

## Sportliche Laufbahn
Jørgensen war Teilnehmer der Olympischen Sommerspiele 1948 in London. In der Mannschaftsverfolgung wurde er gemeinsam mit Børge Gissel, Børge Mortensen und Benny Schnoor auf dem 5. Rang klassiert.
1950 gewann er den nationalen Titel in der Einerverfolgung vor Knud Erik Andersen. Den Titel im Straßenrennen der Amateure gewann er 1952 vor Wedell Poul Østergaard. Die Internationale Friedensfahrt bestritt er 1953. Beim Sieg seines Landsmannes Christian Pedersen schied er jedoch aus. Jørgensen startete für den Verein DBC Kopenhagen.

## Berufliches
Jørgensen war beruflich als Maler tätig.